# Morinda
Morinda là một thành phố và là nơi đặt hội đồng đô thị (municipal council) của quận Rupnagar thuộc bang Punjab, Ấn Độ.

## Địa lý
Morinda có vị trí 30°47′B 76°30′Đ / 30,79°B 76,5°Đ Nó có độ cao trung bình là 267 mét (875 feet).

## Nhân khẩu
Theo điều tra dân số năm 2001 của Ấn Độ, Morinda có dân số 21.788 người. Phái nam chiếm 53% tổng số dân và phái nữ chiếm 47%. Morinda có tỷ lệ 70% biết đọc biết viết, cao hơn tỷ lệ trung bình toàn quốc là 59,5%: tỷ lệ cho phái nam là 74%, và tỷ lệ cho phái nữ là 66%. Tại Morinda, 11% dân số nhỏ hơn 6 tuổi.